# أبو الفرج الطرسوسي
أبو الفرج الطرسوسي قائد مسلم طرسوسي خدم الإخشيديين في مصر.
وكما تشير نسبته فإن أبا الفرج كان في الأصل من طرسوس، وهي مدينة تقع على عواصم الأراضي الإسلامية مع الإمبراطورية البيزنطية. وبحسب المقريزي، فإنه جاء من عائلة ذات خلفية عسكرية متميزة، وتعلَّم فنون الحرب والفروسية على يد والده. كان مشاركًا في حرب الحدود مع البيزنطيين، بل وقضى بعض الوقت أسير حرب لدى البيزنطيين. وفي سنة 960/961م غادر طرسوس وذهب إلى مصر، حيث عينه الحاكم الإخشيدي المحلي، كافور الإخشيدي ، قائدًا للبحرية. وبهذه الصفة قاد أبو الفرج غارة ضد الإمبراطورية البيزنطية، مكونة من إحدى عشرة سفينة حربية كبيرة وخمس سفن حربية صغيرة. ولم تحقق الغارة سوى العودة سالمة إلى قاعدتها. توفي أبو الفرج بعد فترة وجيزة، وخلفه نائبه عبد الله الخازن.